# Tyler Brûlé
Jayson Tyler Brûlé (Winnipeg, 25 novembre 1968) è un giornalista e editore canadese, ritenuto un importante trendsetter per le sue riviste di stili di vita e design.

## Biografia
Brûlé ha iniziato la sua carriera di giornalista nel 1989 per la BBC. Inviato come reporter in Afghanistan, il fuoristrada su cui viaggiava è stato attaccato nei pressi di Kabul, e Brûlé è rimasto seriamente ferito: perderà quasi totalmente l'uso della mano sinistra.
Nel 1994, avendo deciso di diventare anche editore, ha lanciato la rivista Wallpaper*, da lui poi venduta nel 1997 a Time Inc. per 1,63 milioni di dollari. Nel 1998 ha fondato l'agenzia Winkreative, con la quale si è occupato dell'immagine di Swissair. Nel 2004 ha ricevuto il Lifetime Achievement Award da parte della British Society of Magazine Editors.
Nel 2007 ha lanciato la rivista Monocle. Egli continua a scrivere articoli per il Financial Times  e The New York Times.